# Euleia uncinata
Euleia uncinata är en tvåvingeart som först beskrevs av Daniel William Coquillett 1899.  Euleia uncinata ingår i släktet Euleia och familjen borrflugor. Inga underarter finns listade i Catalogue of Life.